# The Astaire Story
The Astaire Story è un album in studio dell'attore, ballerino e cantante statunitense Fred Astaire, pubblicato nel 1953.
La copertina del disco è stata realizzata da David Stone Martin.

## Tracce

### LP 1
Side A
1. Isn't This a Lovely Day? (Irving Berlin) – 4:26
2. Puttin' on the Ritz (Berlin) – 2:51
3. I Used to Be Color Blind (Berlin) – 4:14
4. The Continental (Con Conrad, Herb Magidson) – 3:28

Side B
1. Let's Call the Whole Thing Off (George Gershwin, Ira Gershwin) – 4:36
2. Change Partners (Berlin) – 3:13
3. 'S Wonderful (G. Gershwin, I. Gershwin) – 2:56
4. Lovely to Look At (Dorothy Fields, Jerome Kern, Jimmy McHugh) – 3:26
5. They All Laughed (G. Gershwin, I. Gershwin) – 2:55

### LP 2
Side A
1. Cheek to Cheek (Berlin) – 5:39
2. Steppin' Out with My Baby (Berlin) – 2:22
3. The Way You Look Tonight (Fields, Kern) – 2:57
4. I've Got My Eyes on You (Cole Porter) – 2:57
5. Dancing in the Dark (Howard Dietz, Arthur Schwartz) – 4:45

Side B
1. The Carioca (Edward Eliscu, Gus Kahn, Vincent Youmans) – 4:48
2. Nice Work If You Can Get It (G. Gershwin, I. Gershwin) – 2:07
3. New Sun in the Sky (Dietz, Schwartz) – 2:27
4. I Won't Dance (Fields, Oscar Hammerstein II, Otto Harbach, Kern, McHugh) – 3:01
5. Fast Dances (Ad Lib) – 2:24

### LP 3
Side A
1. Top Hat, White Tie and Tails (Berlin) – 4:00
2. No Strings (I'm Fancy Free) (Berlin) – 2:54
3. I Concentrate on You (Porter) – 2:43
4. I'm Putting all My Eggs in One Basket (Berlin) – 2:54
5. A Fine Romance (Fields, Kern) – 3:43

Side B
1. Night and Day (Porter) – 5:22
2. Fascinating Rhythm (G. Gershwin, I. Gershwin) – 2:41
3. I Love Louisa (Dietz, Schwartz) – 2:40
4. Slow Dances (Ad Lib) – 2:55
5. Medium Dances (Ad Lib) – 2:01

### LP 4
Side A
1. They Can't Take That Away from Me (G. Gershwin, I. Gershwin) – 4:22
2. You're Easy to Dance With (Berlin) – 3:22
3. A Needle in a Haystack (Conrad, Magidson) – 2:22
4. So Near and Yet So Far (Porter) – 3:18
5. A Foggy Day (G. Gershwin, I. Gershwin) – 4:00

Side B
1. Oh, Lady be Good! (G. Gershwin, I. Gershwin) – 5:01
2. I'm Building Up to an Awful Letdown (Fred Astaire, Johnny Mercer) – 3:59
3. Not My Girl (Astaire, Desmond Carter, Van Phillips) – 3:37
4. Jam Session for a Dancer – 6:34

## Formazione
- Fred Astaire – voce, tap
- Charlie Shavers – tromba
- Flip Phillips – sassofono tenore
- Oscar Peterson – piano
- Barney Kessel – chitarra
- Ray Brown – contrabbasso
- Alvin Stoller – batteria